# Rodney Mullen
Johnny Rodney Mullen, ameriški poklicni rolkar, * 17. avgust 1966, Gainesville, Florida, ZDA.
Mullen je sin zdravnika. Pri desetih letih starosti si je zaželel rolko. Kljub temu, da je njegov oče nasprotoval rolkanju, mu je vseeno za božič obljubil rolko in tako jo je 1. januarja 1977 tudi dobil, pod pogojem, da s tem takoj preneha, če se poškoduje. Že po devetih mesecih je dobil prvo sponzorsko pogodbo od „Inland Surf Shopa", v osemdesetih 20. stoletja pa je postal poklicni rolkar pri starosti 13 let. Takrat je rolkal za legendarno ekipo podjetja Powell Peralta Bones Brigade. 1980 je prvič zmagal na tekmovanju. Mullenov položaj na rolki je regular.
Leta 1988 se je Mullen skupaj s tovarišem iz ekipe Christian Slaterjem pojavil v filmu Gleaming the Cube.
V devetdesetih je zapustil Powell Peralta in podpisal pogodbo s Plan-B. V tem desetletju je tehnično izpopolnil svoje trike in jih z majhne rolke za »prosti slog« prenesel na večjo, dandanes standardno, ulično rolko. 
Proti koncu devetdesetih je zapustil Plan-B in se pridružil A-Team, posnel svoj del za prvi Rodney Mullen vs. Daewon Song video, ki se je izkazal za zelo popularnega in je prerasel v serijo. V vsakem videu je Mullenu uspelo prikazati popolnoma nove trike, kar je dandanes skoraj nemogoče.
Mullenu je njegova neizmerna spretnost skozi kariero prislužila mnoge vzdevke: »The Godfather of Street Skating« (boter uličnega rolkanja), »The King of Freestyle« (kralj prostega sloga) in »The Mutt« (izvira iz angleške besede za mulo »Mule« in ponazarja njegovo vdanost rolkanju, navkljub oporekanju očeta). Njegovi najljubši triki so "Frontside Crooked Grind" -variacije, "Nollie Hard Flip" in "Darkslide".
Po razpadu A-teama se je pridružil Enjoi rolkam. Leta 2001 je njegov sponzor za športne copate Globe izdal rolkarski video Opinion. Mullen je bil izbran za rolkarja leta po izbiri bralcev rolkarske revije Transworld Skateboarding v letu 2002. Po letu 2002 je zapustil Enjoi in skupaj z Daewon Songom ustanovil podjetje Almost, naslednje leto pa je napisal knjigo "The Mutt: How to Skateboard and not Kill Yourself".
Novembra 2004 je izšel tretji del serije Almost Round 3, v katerem je Mullen skupaj z drugimi spet postavil nov mejnik v rolkanju.
Med mnoge tehnične inovacije, ki jih je Mullen prinesel v industrijo štejemo tudi kolesa z dvema trdnotama (dual durometer).
| - Almost (2003 - ) | - Round Three (Almost, 2005) |